# Torben Johannesen
Torben Johannesen, né le 21 septembre 1994 à Hambourg, est un rameur d'aviron allemand spécialiste du huit.

## Palmarès

### Jeux olympiques
- 2020 à Tokyo,  Japon
  -  Médaille d'argent en huit[1]

### Championnats du monde
- 2019 à Ottensheim,  Autriche
  -  Médaille d'or en huit
- 2018 à Plovdiv,  Bulgarie
  -  Médaille d'or en huit
- 2017 à Sarasota,  États-Unis
  -  Médaille d'or en huit

### Championnats d'Europe
- 2019 à Lucerne,  Suisse
  -  Médaille d'or en huit
- 2018 à Glasgow,  Royaume-Uni
  -  Médaille d'or en huit
- 2017 à Račice,  République tchèque
  -  Médaille d'or en huit